# Pont-l'Abbé
Pont-l'Abbé é uma comuna francesa na região administrativa da Bretanha, no departamento Finisterra. Estende-se por uma área de 18,21 km². Em 2010 a comuna tinha 8 706 habitantes (densidade: 478,1 hab./km²).